# Strerror
Функція strerror — функція стандартної бібліотеки мови C, котра переводить номер коду, який, зазвичай, міститься у глобальній змінній errno у легке для сприйняття людиною текстове повідомлення.
Функція strerror вперше з'явилась у стандарті IEEE Std 1003.1, також відомому, як POSIX 1.

## Використання

### Підключення заголовочоного файлу
C
```
#include
 
<string.h>

```

C++
```
#include
 
<cstring>

```

### Визначення функції
```
char
*
 
strerror
(
int
 
errnum
);

```

### Приклад коду
```
#include
 
<stdio.h>

#include
 
<string.h>

#include
 
<errno.h>

int
 
main
 
()

{

        
FILE
 
*
fd
;

        
fd
 
=
 
fopen
 
(
"/home/sashko/file.txt"
,
 
"r"
);

        
if
 
(
fd
 
==
 
NULL
)

                
printf
 
(
"Помилка відкриття файлу: %s
\n
"
,
 
strerror
(
errno
));

        
return
 
0
;

}

```